# Ghost Inn - La locanda di Yuna
Ghost Inn - La locanda di Yuna (ゆらぎ荘の幽奈さん?, Yuragi-sō no Yūna-san, lett. "Yuna della locanda Yuragi") è un manga shōnen scritto e disegnato da Tadahiro Miura, serializzato sulla rivista Weekly Shōnen Jump dall'8 febbraio 2016 all'8 giugno 2020. I capitoli della serie sono stati raccolti in volumi tankōbon dalla casa editrice Shūeisha dal 3 giugno 2016 al 4 dicembre 2020. Un'edizione italiana è stata pubblicata da Panini Comics tramite la propria etichetta Planet Manga dal dicembre 2017 all'ottobre 2021. Un adattamento anime è stato trasmesso dal 14 luglio al 29 settembre 2018.

## Trama
La storia ruota attorno alle vicende di Kogarashi Fuyuzora, un ragazzo dotato di potenti poteri spirituali che, dopo aver vissuto una tremenda infanzia a causa degli innumerevoli spiriti che regolarmente prendevano possesso del suo corpo, decide di diventare un "particolare" tipo di esorcista, servendosi dei propri pugni come strumento di purificazione. Purtroppo come se non bastasse Kogarashi è costantemente senza un soldo ed alla ricerca di un posto economico dove poter vivere, finché un giorno si imbatte nella spettrale locanda Yuragi, dove a quanto pare l'affitto è basso poiché tale luogo sarebbe infestato dal fantasma di una persona deceduta lì anni fa.
Ovviamente per Kogarashi questo non rappresenta un problema e decide quindi felicemente di stabilirsi nella locanda, almeno fin quando non scopre che il fantasma di cui aveva sentito parlare è una ragazza. Questa si chiama Yuna e Kogarashi non ha la minima intenzione di farle del male, al contrario finisce col diventare suo amico e cercherà da allora di aiutare l'avvenente fantasma a risolvere le sue faccende incompiute così da farla passare serenamente a miglior vita. Kogarashi scopre inoltre che le residenti della locanda, tutte belle ragazze, sono dotate come lui di poteri soprannaturali: quella che attende il giovane esorcista è una vita tutt'altro che tranquilla e lungi dall'ordinario.

## Personaggi

### Principali

I protagonisti nella sigla iniziale dell'anime, da sinistra verso destra: Sagiri, Kogarashi, Yūna, Chitose, Yaya e Nonko

Kogarashi Fuyuzora (冬空 コガラシ?, Fuyuzora Kogarashi)
Doppiato da Yūki Ono
Il protagonista maschile della storia. Da bambino era solito restar vittima degli spiriti che entravano nel suo corpo, rendendogli difficile condurre una vita sociale come tutti gli altri e costringendolo a viaggiare di continuo, senza una casa e pieno di debiti. Dopo essersi allenato duramente, divenuto adolescente, Kogarashi diventa un esorcista in grado di vendicarsi dei soprusi ricevuti dagli spiriti e combatterli, sempre alla ricerca di un posto dove alloggiare, s'imbatte nella locanda Yuragi, un tempo rinomata per le sue sorgenti termali. Qui fa la conoscenza della ragazza fantasma Yuna e delle altre giovani residenti, con cui stringe presto amicizia e decide di aiutare la prima a risolvere i suoi problemi in sospeso così da farla ascendere serenamente all'aldilà. Da quel momento Kogarashi inizia a frequentare il liceo e anche svolgere diversi lavori a tempo parziale per cercare di ridurre il suo debito, in ciascuno dei quali si dimostra essere straordinariamente talentuoso, proprio grazie ad alcuni di quegli spiriti che lo avevano posseduto da piccolo. Kogarashi è un ragazzo di buon cuore, sempre disposto ad aiutare gli sconosciuti e straordinariamente forte, dato che spesso annienta i suoi nemici con un solo pugno. La sua maestra che lo allenò severamente fin da piccolo apparteneva al Clan Yatahagane, una delle 3 grandi fazioni dalla forza leggendaria, che molti anni prima dall'inizio della storia aveva posto fine all'eterno conflitto tra le altre due. Anche la donna era un fantasma, nonché primo amore di Kogarashi, e solo quando l'allievo portò a termine il suo compito in sospeso, raggiunse l'aldilà.
Yuna Yunohana (湯ノ花 幽奈?, Yunohana Yūna)
Doppiata da Miyuri Shimabukuro
La protagonista femminile della storia. Una giovane e avvenente ragazza fantasma che vive nella locanda Yuragi, dove perse la vita qualche anno prima in circostanze misteriose. Non riesce a ricordare chi fosse o qualunque altro dettaglio della sua vita passata, eppure la sua anima non può procedere all'aldilà. La ragione sembra essere una questione lasciata in sospeso quando Yuna era ancora in vita, di cui però essa non riesce a ricordare. La ragazza trascorre felicemente le sue giornate alla locanda finché un giorno incontra Kogarashi, legando fin da subito con lui e condividendo la stessa camera; quest'ultimo deciderà poco dopo di aiutare Yuna a sistemare le sue faccende in sospeso, prima che la ragazza finisca per trasformarsi in uno spirito malvagio. Yuna, pur essendo una fantasma, è una ragazza estremamente dolce e gentile, sempre allegra e molto riconoscente verso Kogarashi, che accompagna spesso durante le sue giornate, scuola compresa, cercando allo stesso tempo di non creargli problemi. Ben presto Yuna finisce con l'innamorarsi di Kogarashi, tuttavia essendo consapevole della sua condizione di fantasma, è restia a dichiararsi. Yuna ha inoltre l'abitudine di muoversi molto nel sonno, finendo spesso con lo svegliarsi la mattina dopo nel futon di Kogarashi in posizioni a dir poco imbarazzanti. Viene infine rivelato che Yuna altro non è che uno dei cloni della figlia del capostipite dei Tenko, creati allo scopo di accumulare abbastanza energia spirituale da poter non solo curare il corpo cagionevole della figlia, conservato dal padre in un cristallo, ma addirittura renderla immortale. Dopo un'aspra battaglia e gli sforzi combinati di Kogarashi e Yuna, il malvagio piano viene sventato e padre e figlia possono finalmente raggiungere l'aldilà insieme. A causa della sua appartenenza indiretta al Clan Tenko, anche dopo la morte Yuna ha conservato un potere spirituale straordinario e questo le consente di avere poteri estremamente superiori a quelli degli altri fantasmi.
Sagiri Ameno (雨野 狭霧?, Ameno Sagiri)
Doppiata da Rie Takahashi
Una giovane kunoichi appartenente ad un clan ninja specializzato nello sterminio di demoni. Sagiri è la tipica "tsundere", all'apparenza fredda e scontrosa, come si dimostra nei primi capitoli con Kogarashi, ma in realtà gentile e preoccupata di come appare in pubblico. Spesso inoltre la ragazza si rivela essere totalmente inesperta in ambiti prettamente femminili, come ad esempio la moda o il rapportarsi con i maschi suoi coetanei, dedicandosi totalmente ai suoi doveri di ninja ed alle varie missioni che svolge. Frequenta lo stesso anno al liceo di Kogarashi e Yuna ma in un'altra classe. Anche Sagiri, dopo qualche capitolo, inizia a provare dei sentimenti meno ostili e più romantici per Kogarashi, ma il suo carattere le impedisce di rendersene conto e di accettarlo. Le armi che utilizza in battaglia sono i kunai e un'armatura spirituale, che si manifesta sotto forma di una tuta aderente. Non si destreggia molto in cucina. Sagiri si allena tutte mattine sotto una cascata per affinare il suo potere spirituale, infatti la specialità del clan Ameno non consiste nella forza bruta bensì la materializzazione ed il controllo di armi spirituali per il combattimento lunga distanza. Sua nonna, dopo aver constatato la forza di Kogarashi, decide di affidare a lei e Hibari la missione di sposarlo e garantire così al loro clan un ruolo di rilievo tra le potenze del Giappone. Sagiri, quindi, occasionalmente fa dei tentativi molto goffi di seduzione nei confronti di Kogarashi, che portano sempre i due a situazioni estremamente imbarazzanti. In seguito Sagiri, per proteggere la locanda e il suo villaggio, accetta di andare in sposa ad un membro del Clan Yoinozaka, che si rivela però essere un individuo spregevole. Dopo che la cerimonia viene interrotta e un breve scontro con il capo degli Yoinozaka e il figlio, vinto anche grazie all'intervento Kogarashi, la ragazza decide finalmente di dichiararsi al ragazzo, seppur in modo alquanto goffo.
Chisaki Miyazaki (宮崎 千紗希?, Miyazaki Chisaki)
Doppiata da Eri Suzuki
Una ragazza famosa a scuola per la sua bellezza e che spesso riceve proposte di fidanzamento. Tuttavia Chisaki non è felice di tutto questo e nutre anzi una certa paura e diffidenza verso i maschi, che lei definisce tutti dei "lupi". Quando però viene a sapere dei poteri spirituali di Kogarashi, che si è iscritto alla sua stessa classe, si rivolge al ragazzo chiedendogli aiuto, poiché di notte la ragazza verrebbe aggredita dai peluches di camera sua. Kogarashi accetta subito la richiesta e si reca a casa di Chisaki malgrado l'ansia e la preoccupazione di quest'ultima e, con l'aiuto di Yuna, riesce a smascherare e sconfiggere il vero responsabile. In seguito Chisaki diventa una buona amica di Kogarashi e Yuna, pur non riuscendo a vederla, e va spesso a trovarli alla locanda Yuragi, facendo conoscenza anche con le altre residenti. Anche Chisaki, nonostante il suo timore nei confronti dei ragazzi, scopre presto che Kogarashi è diverso da tutti gli altri e si innamora di lui, ma anch'essa non si dichiara per paura di non essere ricambiata. Molto brava in cucina, ha però lo strano vizio di immaginare se stessa e Kogarashi in situazioni alquanto intime, che le provocano sempre forte imbarazzo.
Hibari Ameno (雨野 雲雀?, Ameno Hibari)
Doppiata da Honoka Inoue
La cugina di Sagiri, fa parte anche lei del medesimo clan sterminatore di demoni. Da sempre nutre nei confronti della cugina un forte senso di gelosia e competizione, cosa che spesso la porta a comportamenti avventati ed infantili. Ritorna a casa in occasione del festival del suo clan, durante il quale viene catturata e contesa da due spasimanti poco gradevoli, ma a salvarla arriva Kogarashi, che si sbarazza dei due pretendenti. All'inizio a Hibari viene in mente di chiedere a Kogarashi di fingersi suo fidanzato per impressionare Sagiri, ma una volta scoperto che loro già si conoscono e che vivono nello stesso luogo, la ragazza cerca di costringere Kogarashi ad amarla con qualunque mezzo, sempre in preda all'invidia per Sagiri, ma alla si ravvede e tutto finisce bene. Più tardi Hibari si trasferisce nella stessa classe di Kogarashi e inizia a vivere alla locanda Yuragi, poiché si innamora genuinamente del protagonista e non intende perdere né contro la cugina né contro le altre ragazze intorno a Kogarashi come Yuna e Chisaki. L'arma che predilige in battaglia sono gli shuriken, che può usare anche come punto d'appoggio per volare, mentre non ha ancora padronanza sulla sua armatura spirituale. Alla fine riesce, dopo svariati e goffi tentativi, a dichiararsi a Kogarashi che, però, non ricambia il suo sentimento. Fugge per la vergogna e per il dolore, ma poi capisce che non può semplicemente smettere di amarlo solo perché lui non la ricambia e, parlando di nuovo con lui, capisce che Kogarashi non è comunque innamorato di altre persone e che ha ancora una possibilità. Da quel momento in poi, Hibari prova a conquistare Kogarashi comportandosi in modo molto più audace nei suoi confronti. Dopo che aver impedito a sua cugina di sposarsi con Shakuhito Yoinozaka e la sconfitta di quest'ultimo per mano della stessa Sagiri e del padre di Shakuhito per mano di Kogarashi, Hibari assiste attonita alla confessione amorosa della cugina nei confronti di Kogarashi, che dichiara che non permetterà né a lei né a chiunque altro di sposarlo.
Oboro Shinto (神刀 朧?, Shintō Oboro)
Doppiata da Mikako Komatsu
Guardia del corpo del Dio Drago Nero, ha un aspetto mascolino. All'inizio è un nemico di Kogarashi e Yuna, poiché il suo padrone rapisce quest'ultima per farla sua sposa. Dopo che Kogarashi sconfigge il dio e salva Yuna, Oboro escogita un piano per rendere più forte la casata dei suoi padroni... Avere dei figli con Kogarashi! Così anche Oboro finisce per stabilirsi alla locanda Yuragi e da allora ogni momento sarà buono per avvinghiarsi e sedurre il povero Kogarashi con ogni mezzo possibile. Sebbene all'inizio Oboro veda tutto questo come una missione per fortificare il clan del suo padrone, i suoi sentimenti per Kogarashi matureranno fino a diventare sincero amore. In realtà Oboro è la personificazione di una spada divina, per cui può trasformare a piacimento le braccia in lame affilate e brandirle con estrema abilità. Dotata di estrema velocità, per spostarsi si serve di curvature dimensionali.
Karura Hiogi (緋扇 かるら?, Hiōgi Karura)
Doppiata da Sora Amamiya
Una ragazza tengu a capo di un potente esercito nella regione di Kyoto, ruolo che ha ereditato dal padre. Anni prima dell'inizio della storia incontra Kogarashi e se ne innamora a prima vista. Da allora Karura si mette alla ricerca del ragazzo finché non lo trova alla locanda Yuragi e diventa una specie di stalker, tanto da riempire la sua stanza con foto di Kogarashi e anche stampare la sua immagine sulle lenzuola e il cuscino del suo letto. Decidi quindi di rapirlo e di sposarlo con la forza, ma una volta sventato il matrimonio grazie anche all'aiuto di Yuna e le altre, la ragazza si pente delle sue azioni e cambia radicalmente carattere: da vanitosa e sfacciata diventa più timida ed educata, soprattutto davanti a Kogarashi, del quale è sempre profondamente innamorata anche dopo essere stata respinta. In seguito decide di farsi assumere come cameriera presso la tavola calda dove lavora Kogarashi, per passare più tempo sola con lui, ma si rende conto di non essere quasi in grado di parlargli perché si è talmente abituata a spiarlo da lontano da non avere la minima idea di come comunicare con lui normalmente. Karura possiede delle grandi ali scure che le consentono di volare e un ventaglio che le permette di generare raffiche di vento taglienti. Può inoltre usare il teletrasporto e far uso della telepatia per leggere nella mente altrui.
Yaya Fushiguro (伏黒 夜々?, Fushiguro Yaya)
Doppiata da Yui Ogura
Una ragazza che ospita lo spirito di un dio-gatto nel suo corpo, motivo per cui possiede orecchie di gatto sulla testa, una coda e condivide molte delle caratteristiche tipiche del felino: è ghiotta di pesce, detesta l'acqua fredda e adora riposare sotto il kotatsu. Lega subito con Kogarashi per via delle sue doti culinarie, ma in generale Yaya è di poche parole e spesso assonnata. Frequenta lo stesso liceo di Kogarashi e le altre ma in un'altra classe. Partecipa a raduni tra gatti.
Nonko Arahabaki (荒覇吐 呑子?, Arahabaki Nonko)
Doppiata da Ai Kakuma
Una giovane e affascinante donna perennemente ubriaca e amante delle terme, è in realtà un oni, membro del Clan Yoinozaka,una delle Tre Grandi Famiglie, la cui forza aumenta in proporzione alla quantità di alcol che beve. Abbandonata casa, cambia cognome e svolge la professione di mangaka nello studio di camera sua, uscendo raramente dalla locanda. Nonko non sembra avere gran senso del pudore, girando per la locanda molto spesso con abiti succinti anche in presenza di Kogarashi. Nonko agisce quasi sempre in modo poco serio, ma sa dimostrarsi combattiva e feroce quando è necessario. Per aver abbandonato il suo clan, è considerata da questi ultimi una vergogna da eliminare. Nonko è l'esponente più forte dei residenti della locanda dopo Kogarashi, riuscendo a rivaleggiare con Ouga, la maestra di quest'ultimo.
Chitose Nakai (仲居 ちとせ?, Nakai Chitose)
Doppiata da Sayaka Harada
La padrona della locanda Yuragi, una zashiki-warashi con il potere di manipolare la fortuna propria ed altrui, subendone però le ripercussioni. Molto gentile e disponibile, assegna spesso delle commissioni a Kogarashi come affitto per la camera del ragazzo. Chitose si impegna nel far sentire sempre a suo agio ogni cliente che si presenti alla locanda e si preoccupa ogni giorno del benessere dei suoi residenti. Frequenta di nascosto la scuola elementare, anche se in realtà è molto più anziana, infatti ha più di cento anni.
Koyuzu Shigaraki (信楽 こゆず?, Shigaraki Koyuzu)
Doppiata da Anzu Haruno
Una bambina tanuki separatasi dai suoi simili per perfezionare i propri poteri metamorfici e poter così vivere in mezzo alla gente. Si tratta della responsabile degli attacchi notturni per cui Chisaki si rivolge a Kogarashi. In realtà la piccola non ha nessuna cattiva intenzione, ma semplicemente rimane affascinata da Chisaki e dal... suo seno. Una volta chiarita la situazione, Koyuzu viene subito benaccetta da tutti ed accolta alla locanda Yuragi, anche se qualche volta passa le giornate a casa di Chisaki. Nonostante la giovane età, Koyuzu è dotata di grandi poteri spirituali, tra cui quello di trasformazione, che applica per mezzo di talismani a forma di foglie. La sua passione per i seni abbondanti ed in particolare quello di Chisaki però non diminuisce… In seguito alla visita di Miria alla locanda, sviluppa con lei un rapporto di amicizia/rivalità.

### Secondari
Urara Urakata (浦方 うらら?, Urakata Urara)
Doppiata da Mao Ichimichi
Amica di Sagiri e Hibari, nella stessa classe della prima, aiuta sempre le due cugine nelle loro missioni dalla sua postazione tramite un auricolare, fornendo ogni genere di informazione. Urara è una ragazza sempre allegra e vivace, a volte anche troppo, e spesso stuzzica Sagiri circa la sua relazione con Kogarashi, incitandola ad essere più aggressiva, anche se con metodi troppo schietti. È un'amante del denaro.
Seri Yanazawa (柳沢 芹?, Yanazawa Seri)
Amica e compagna di classe di Chisaki fin dai tempi delle scuole medie, anche se prima di conoscerla era una teppista come Shion. Cerca sempre di aiutare la sua migliore amica a fare la prima mossa con Kogarashi.
Rui Harashima (羽良嶋累?, Harashima Rui)
Editor di Nonko, si occupa di consegnare i lavori della mangaka all'azienda per cui lavora, spesso vicino alla data di scadenza. Talvolta, sempre per questioni di lavoro, raggiunge Nonko alla locanda Yuragi e ne approfitta per riposarsi un po' alle terme. Nutre una profonda ammirazione per Nonko, nonostante il carattere a tratti infantile e poco professionale di quest'ultima.
Matora Mikogami (ミコガミマトラ?, Mikogami Matora)
Doppiata da Natsumi Fujiwara
Amica d'infanzia di Karura, che chiama affettuosamente amichetta. Una ragazza nue con un fisico ben allenato, molto abile nella lotta corpo a corpo e sempre pronta a combattere, più di tutti con Nonko per via del suo potere del Clan Yoinozaka, ma quest'ultima le è nettamente superiore. Diversamente da lei, le altre ragazze della locanda, eccetto Yuna, non sono al suo livello. Ammette che Oboro potrebbe batterla grazie alla sua velocità eccezionale, ma essendo a sua volta capace di leggere nel pensiero è in grado di fermarla muovendosi in anticipo. Per volare usa un piccolo nimbo e la si vede spesso con un leccalecca in bocca. Decide in seguito di diventare assistente di Nonko nel disegnare manga.
Shion Todoroki (轟 紫音?, Todoroki Shion)
Doppiata da Miyu Tomita
Alla sua prima apparizione è il capo di una banda di teppisti, una giovane ragazza che vorrebbe iscriversi al liceo di Kogarashi e compagni, ma non sa come fare. Grazie all'aiuto di Seri, sua amica ai tempi in cui anche lei faceva parte di una banda, Shion conosce Chisaki e quest'ultima le dona un nuovo look, decisamente più carino e meno intimidatorio, così che possa iniziare a frequentare la scuola. Da allora Shion si sente in grosso debito con Chisaki e, quando scopre che questa è innamorata di Kogarashi, cerca di aiutarla ma, dopo aver passato del tempo con il ragazzo, inizia lei stessa a provare qualcosa per lui. Alla fine Shion inizia il liceo e, malgrado all'inizio non riesca a socializzare a causa dei suoi trascorsi da delinquente, stringe presto amicizia con Yaya, che come lei ha appena iniziato il liceo nella sua stessa classe, e in seguito con tutto il gruppo della locanda Yuragi.
Harumu Yumesaki (夢咲春夢?, Yumesaki Harumu)
Doppiata da Manaka Iwami
Insegnante coordinatrice della classe di Kogarashi, Yuna, Chisaki e Hibari, una giovane donna timida e introversa, con gli occhi coperti da una frangia. In realtà tutto ciò è dovuto al fatto che Harumu è una succuba dalla nascita in grado di attivare involontariamente i suoi poteri tramite il solo contatto visivo, motivo per cui porta delle speciali lenti a contatto. Talvolta le viene chiesto di usare i suoi poteri ad esempio per guarire da certi sogni ricorrenti o per avere fortuna in amore, come nei casi di Chisaki e Hibari, ma sfortunatamente le cose finiscono sempre peggio e in maniera imbarazzante, poiché Harumu non è ancora esperta nel gestire i suoi poteri. Inoltre qualora un uomo incroci il suo sguardo mentre non porta le lenti, questo perderebbe il controllo. L'unico che è stato in grado di mantenere la lucidità guardandola negli occhi è Kogarashi, motivo per cui viene spesso coinvolto in sessioni di allenamento per aiutare l'insegnante ad abituarsi ai suoi poteri.
Hiyori Miyazaki (宮崎 ひより?, Miyazaki Hiyori)
La madre di Chisaki, avvenente donna con un corpo ancor più formoso della figlia. Adora le cose carine e per questo si affeziona a Koyuzu quando Chisaki la porta a casa sua per giocare. Le 3 passano spesso le giornate insieme facendo shopping durante il quale sia madre che figlia ricevono corteggiamenti. Prima di conoscerlo, si dimostra diffidente sentendo parlare di Kogarashi da Koyuzu, immaginandolo come un delinquente. Infatti è stata proprio lei a mettere in guardia la figlia che gli uomini sono tutti "lupi".
Miria Katsuragi (葛城 ミリア?, Katsuragi Miria)
Doppiata da Nanami Yamashita
Una bambina kitsune della stessa età di Koyuzu, che vive a Tokyo insieme a due kitsunebi. Viene a sapere della vera identità di Yuna e decide di visitare la locanda Yuragi per avvicinare la sua famiglia al Clan Tenko, ma finisce per fare amicizia con Koyuzu e gli altri, Yuna compresa. Anche lei si serve di talismani a forma di foglia per effettuare trasformazioni su se stessa e gli altri, oppure per creare oggetti. Essendo la sua famiglia affiliata al Clan Tenko, aiuta Yuna a recuperare la memoria e conoscere il suo passato.

## Media

### Manga
Il manga è stato scritto e disegnato da Tadahiro Miura e serializzato sulla rivista Weekly Shōnen Jump di Shūeisha dall'8 febbraio 2016 all'8 giugno 2020. I vari capitoli sono stati raccolti in ventiquattro volumi tankōbon pubblicati dal 3 giugno 2016 al 4 dicembre 2020.
Un'edizione italiana è stata pubblicata da Panini Comics sotto l'etichetta Planet Manga nella collana Manga Top dal 14 dicembre 2017 al 28 ottobre 2021.

#### Volumi
| Nº | Giapponese 「Kanji」 - Rōmaji                                         | Data di prima pubblicazione                                                                 | Data di prima pubblicazione |
| Nº | Giapponese 「Kanji」 - Rōmaji                                         | Giapponese                                                                                  | Italiano                    |
| 1  | 「ゆらぎ荘の幽奈さん」 - Yuragi-sō no Yūna-san                        | 3 giugno 2016 ISBN 978-4-08-880715-7                                                        | 14 dicembre 2017            |
| 2  | 「幽奈さんとこゆずの神隠し」 - Yūna-san to koyuzu no kamigakushi      | 4 agosto 2016 ISBN 978-4-08-880754-6                                                        | 8 febbraio 2018             |
| 3  | 「ゆらぎ荘の千紗希さん」 - Yuragi-sō no chisaki-san                   | 4 ottobre 2016 ISBN 978-4-08-880794-2                                                       | 12 aprile 2018              |
| 4  | 「チークダンスと幽奈さん」 - Chīkudansu to Yūna-san                   | 2 dicembre 2016 ISBN 978-4-08-880825-3                                                      | 14 giugno 2018              |
| 5  | 「ゆらぎ荘の雲雀ちゃん」 - Yuragi-sō no Hibari-chan                   | 4 aprile 2017 ISBN 978-4-08-881025-6                                                        | 9 agosto 2018               |
| 6  | 「幽奈さんと制服デート」 - Yūna-san to seifuku Dēto                   | 4 luglio 2017 ISBN 978-4-08-881075-1                                                        | 11 ottobre 2018             |
| 7  | 「コガラシ救出大作戦」 - Kogarashi kyūshutsu daisakusen               | 4 settembre 2017 ISBN 978-4-08-881201-4                                                     | 6 dicembre 2018             |
| 8  | 「バレンタイン狂想曲」 - Barentain kyōsōkyoku                         | 2 novembre 2017 ISBN 978-4-08-881220-5                                                      | 7 febbraio 2019             |
| 9  | 「ホワイトデー幻想曲」 - Howaitodē gensōkyoku                         | 4 gennaio 2018 ISBN 978-4-08-881316-5                                                       | 4 aprile 2019               |
| 10 | 「大奮闘のマトラさん」 - Dai funtō no Matora-san                      | 4 aprile 2018 ISBN 978-4-08-881354-7                                                        | 13 giugno 2019              |
| 11 | 「ドキッだらけのお泊り」 - Dokiddarake no otomari                     | 4 luglio 2018 ISBN 978-4-08-881398-1 (ed. regolare) ISBN 978-4-08-908311-6 (ed. limitata)   | 8 agosto 2019               |
| 12 | 「ストップ！！できない雲雀ちゃん！」 - Sutoppu!! Dekinai Hibari-chan! | 4 ottobre 2018 ISBN 978-4-08-881590-9 (ed. regolare) ISBN 978-4-08-908312-3 (ed. limitata)  | 10 ottobre 2019             |
| 13 | 「レッツファイト！ゆらぎ荘」 - Rettsufaito! Yuragi-sō                 | 4 dicembre 2018 ISBN 978-4-08-881665-4 (ed. regolare) ISBN 978-4-08-908340-6 (ed. limitata) | 12 dicembre 2019            |
| 14 | 「コガラシと師匠」 - Kogarashi to shishō                              | 4 febbraio 2019 ISBN 978-4-08-881718-7                                                      | 13 febbraio 2020            |
| 15 | 「天狐幻流斎な幽奈さん」 - Tenko genryūsai na Yūna-san                | 4 aprile 2019 ISBN 978-4-08-881794-1                                                        | 9 aprile 2020               |
| 16 | 「不器用な狭霧さん」 - Bukiyō na Sagiri-san                           | 4 giugno 2019 ISBN 978-4-08-881864-1                                                        | 4 giugno 2020               |
| 17 | 「時をかける千紗希さん」 - Tokiwokakeru Chisaki-san                   | 2 agosto 2019 ISBN 978-4-08-882019-4                                                        | 13 agosto 2020              |
| 18 | 「ちっちゃい頃のコガラシ君」 - Chitchai koro no Kogarashi-kun         | 4 ottobre 2019 ISBN 978-4-08-882079-8                                                       | 15 ottobre 2020             |
| 19 | 「大いなる危機とコガラシくん」 - Ōinaru kiki to Kogarashi-kun         | 4 dicembre 2019 ISBN 978-4-08-882142-9                                                      | 10 dicembre 2020            |
| 20 | 「ゆらぎ荘秋の大運動会開幕」 - Yuragi-sō aki no dai undōkai kaimaku   | 4 febbraio 2020 ISBN 978-4-08-882202-0                                                      | 11 febbraio 2021            |
| 21 | 「いめちぇん！夢咲先生」 - Imechi'en! Yumesaki-sensei                 | 3 aprile 2020 ISBN 978-4-08-882251-8                                                        | 15 aprile 2021              |
| 22 | 「幽奈さん、伝える」 - Yūna-san, tsutaeru                             | 4 giugno 2020 ISBN 978-4-08-882333-1                                                        | 10 giugno 2021              |
| 23 | 「幽奈さん、思い出す」 - Yūna-san, omoidasu                           | 4 settembre 2020 ISBN 978-4-08-882406-2                                                     | 26 agosto 2021              |
| 24 | 「ゆらぎ荘の幽奈さん」 - Yuragi-sō no Yūna-san                        | 4 dicembre 2020 ISBN 978-4-08-882496-3 (ed. regolare) ISBN 978-4-08-908385-7 (ed. limitata) | 28 ottobre 2021             |

### Anime
Nel novembre 2017, sul sito ufficiale del Jump Festa 2017 trapelò l'annuncio di un adattamento anime per Ghost Inn, per poi venir confermato ufficialmente sul 50º numero del 2017 di Weekly Shōnen Jump circa una settimana dopo. Diretto da Tsuyoshi Nagasawa presso lo studio Xebec, il character design dell'anime è stato curato da Kyoko Taketani, Hideaki Koyasu ha gestito la composizione della serie, Jin Aketagawa ha ricoperto il ruolo di direttore del suono, mentre Tomoki Kikuya ha composto la colonna sonora. Come sigla di apertura è stato utilizzato il brano "Momoiro Typhoon" (桃色タイフーン? lett. "Tifone color pesca, o anche Tifone rosa"), interpretato da Luna Haruna, mentre in chiusura agli episodi è stato usato il brano Happen~ Kogarashi ni fukarete (lett. "Trasportate da un vento gelido"), interpretata dalle doppiatrici Miyuri Shimabukuro, Rie Takahashi e Eri Suzuki. L'anime, distribuito come serie televisiva da 12 episodi, è stato trasmesso a partire dal 14 luglio 2018 alle 23:30 su BS11 e Tokyo MX.
La serie è stata licenziata nel Nord America da Aniplex of America e pubblicata in simulcast su Crunchyroll, mentre MVM Entertainment ne ha acquisito i diritti per la distribuzione nel Regno Unito e in Irlanda.
In occasione del Jump Festa 2018, tenutosi in Giappone il 16 e 17 dicembre 2017, fu annunciata la distribuzione di un episodio speciale da 24 minuti in Blu-ray adattante il capitolo 12 del manga originale, avvenuta in allegato all'edizione limitata del volume 11 del manga il 4 luglio 2018. Nei mesi seguenti alla trasmissione della serie sono stati pubblicati in Blu-ray altri due episodi extra da 24 minuti ciascuno: il primo è uscito il 4 ottobre 2018 in allegato al dodicesimo volume del manga e adatta i capitoli 22 e 31 del manga, mentre il secondo è uscito il 4 dicembre 2018 insieme al tredicesimo volume del fumetto e traspone i capitoli 35-36. Un quarto episodio extra è uscito in allegato all'edizione limitata del ventiquattresimo volume del manga il 4 dicembre 2020 e traspone i capitoli 99 e 141.

#### Episodi
| Nº          | Titolo italiano (traduzione letterale) Giapponese 「Kanji」 - Rōmaji | In onda               | In onda |
| Nº          | Titolo italiano (traduzione letterale) Giapponese 「Kanji」 - Rōmaji | Giapponese            |         |
| OAV 1 (3.5) | Benvenuti alla locanda Yuragi 「ゆらぎ荘にようこそ」 - Yuragi-sō ni yotte yōkosoKogarashi diventa schiuma 「コガラシ泡となる」 - Kogarashi awa to naru                                | 4 luglio 2018 (OAV)   |         |
| 1           | Yūna della locanda Yuragi 「ゆらぎ荘の幽奈さん」 - Yuragi-sō no Yūna-san | 14 luglio 2018        |         |
| 2           | Yūna e il ping pong termale 「温泉卓球の幽奈さん」 - Onsen takkyū no Yūna-san | 21 luglio 2018        |         |
| 3           | Yūna va a scuola 「幽奈さん学校へゆく」 - Yūna-san gakkō e yuku | 28 luglio 2018        |         |
| 4           | Sagiri sorveglia i yōkai! 「妖怪ウォッチング！狭霧さん」 - Yōkai u~otchingu! Sagiri-sanYaya sta all'erta 「夜々、おそるおそる」 - Yoruyoru, osoruosoru                                | 4 agosto 2018         |         |
| 5           | Le misure del corpo di Yūna 「幽奈さんの身体測定」 - Yūna-san no shintai sokuteiLa merenda di Nonko 「修羅場の呑子さん」 - Shuraba no Nonko-san                                       | 11 agosto 2018        |         |
| 6           | L'avventura segreta di Nakai 「仲居さんの秘密の冒険」 - Nakai-san no himitsu no bōkenYūna e la dolce vacanza 「幽奈さんと甘い休日」 - Yuuna-san to amai kyūjitsu                      | 18 agosto 2018        |         |
| 7           | La misteriosa scomparsa di Yūna 「幽奈さんの神隠し」 - Yūna-san no kamigakushi | 25 agosto 2018        |         |
| 8           | Oboro utilizza qualunque mezzo 「手段を選ばない朧さん」 - Shudan o erabanai Oboro-san                                                                                                 | 1º settembre 2018     |         |
| 9           | Chisaki della locanda Yuragi 「ゆらぎ荘の千紗希さん」 - Yuragi-sō no Chisaki-san | 8 settembre 2018      |         |
| 10          | Sagiri osa troppo 「攻め過ぎる狭霧さん」 - Seme sugiru Sagiri-sanLa scuola sul mare e Kogarashi 「臨海学校とコガラシくん」 - Rinkai gakkō to Kogarashi-kun                            | 15 settembre 2018     |         |
| 11          | Il ballo guancia a guancia e Yūna 「チークダンスと幽奈さん」 - Chikkudansu to Yūna-sanL'esame di fine semestre e Sagiri 「期末テストと狭霧さん」 - Kimatsu tesuto to Sagiri-san       | 22 settembre 2018     |         |
| 12          | La locanda Yuragi, Yūna e 「ゆらぎ荘と幽奈さんと」 - Yuragi-sō to Yūna-san to | 29 settembre 2018     |         |
| OAV 2       | Oboro della locanda Yuragi 「ゆらぎ荘の朧さん」 - Yuragi-sō no Oboro-sanGenitore e figlia Miyazaki e Koyuzu 「宮崎親子とこゆずちゃん」 - Miyazaki oyako to Koyuzu-chan                | 4 ottobre 2018 (OAV)  |         |
| OAV 3       | Yaya e la coda di volpe 「夜々と猫じゃらし」 - Yaya to nekojarashiOboro-san sta bene con 2 fan 「朧さんは２推しでいい」 - Oboro-san wa 2 oshide ī                                     | 4 dicembre 2018 (OAV) |         |
| OAV 4       | Kogarashi il maledetto 「呪われのコガラシ」 - Noroware no KogarashiAppena in tempo!? L'ncidente delle sorgenti termali! 「ギリギリ!? 温泉ハプニング！」 - Girigiri!? Onsen Hapuningu! | 4 dicembre 2020 (OAV) |         |

### Videogiochi
Un videogioco sviluppato da FuRyu intitolato Yuragi-sō no Yūna-san: Yukemuri Dungeon (ゆらぎ荘の幽奈さん 湯けむり迷宮 (ダンジョン)? lett. "Yūna della locanda Yuragi: Dungeon di vapore") è stato pubblicato per PlayStation 4 il 15 novembre 2018. Un ulteriore titolo, Yuragi-sō no Yūna-san: Dororon onsen daikikō (「ゆらぎ荘の幽奈さん」ドロロン温泉大紀行?), è uscito per gli smartphone nell'aprile 2019 per poi terminare il servizio il 25 dicembre seguente.

## Accoglienza
Durante la serializzazione in Giappone, la natura sessuale della serie è stata criticata e ha suscitato diverse polemiche dato che il pubblico a cui è rivolta la testata Weekly Shōnen Jump inclube anche i bambini.